# Norinaga Motoori

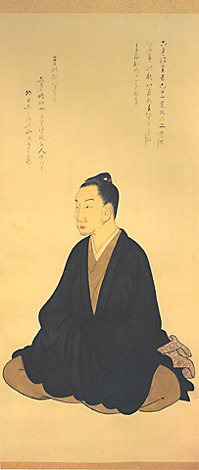
Norinaga Motoori

Norinaga Motoori (jap. 本居 宣長 Motoori Norinaga; ur. 21 czerwca 1730, zm. 5 listopada 1801) – japoński uczony i filozof okresu Edo.

## Życiorys
Przedstawiciel narodowej szkoły kokugaku (studiowanie klasycznej literatury japońskiej). Dowodził wielkiej wartości Kojiki, twierdząc, iż tekst ten zawiera w sobie ukryte treści o głębokim sensie metafizycznym. Objawiona w Kojiki prawda nie jest poznawalna rozumowo, sam rozum jest bowiem narzędziem ograniczonym, nie będącym w stanie zgłębić sensu istnienia. 
Był przekonany o wyjątkowości shintō. Zdaniem Motooriego religia ta stanowi jedyny pełny wgląd w naturę wszechświata, co stawia Japończyków ponad innymi narodami, które pozbawione jej muszą szukać odpowiedzi w filozoficznych spekulacjach. Wszelkie takie transcendentne wywody, na których opierają się zagraniczne filozofie, uważał za zbędne, nawołując do prostoty rozumowania i skupienia się na doświadczeniach życia codziennego. 
Propagował również prostotę ekspresji i oszczędność w poezji, odrzucając w ten sposób dominujące wzorce chińskie, stawiające wierszom cele dydaktyczne i moralizatorskie.
Pozostawił po sobie 55 traktatów w 180 zwojach, w tym 44-tomowy komentarz do Kojiki, wydany w 1822 roku. Jego twórczość ma w większości charakter polemiczny, przepełniony poglądem o wyższości Japończyków, niechęcią do cudzoziemszczyzny i przekonaniem o świętości rodu cesarskiego.